# Vojislav Simić
Vojislav Simić  (Beograd, 18. ožujka 1924.) je srpski glazbenik, dirigent, skladatelj, pionir srpskog etno-jazza i glumac.

## Životopis
Vojislav Simić je rođen 18. ožujka 1924. u Beogradu. Poznati je dirigent Džez orkestra Radio televizije Beograd, autor mnogobrojnih jazz kompozicija, tradicionalne liturgijske vokalne i instrumentalne glazbe, etno-jazza i glazbe za djecu. Ključno je ime jazz scene u Srbiji. Otkako je 1954. utemeljen Džez orkestar RTV Beograd, Simić je godinama poslije – zajedno sa Zvonimirom Skerlom – imao značajnu ulogu u vođenju tog orkestra.
Od 1953. do 1985. Simić i Džez orkestar RTV Beograd nastupali su diljem Europe: osvojili su mnoge nagrade i pobijedili na brojnim natjecanjima, uključujući i poznati jazz-festival »Juan-les-Pins« u Francuskoj, gdje su 1960. osvojili prvu nagradu. S tim je orkestrom redovito nastupao u programima jazz-festivala na Bledu i u Ljubljani, a surađivali su i s mnogim domaćim i strani solistima, primjerice Kvartetom Predraga Ivanovića, Stjepanom Jimmyjem Stanićem, Duškom Gojkovićem, Milivojem Markovićem, Bora Roković, Milo Pavlović, zatim Maynardom Fergusonom, Alanom Skidmoreom i Gerdom Dudekom.
Simić je bio i gost-dirigent u mnogim kazalištima u bivšoj Jugoslaviji, te gost-skladatelj na dječjim festivalima u Srbiji. Na rad mu je utjecalo djelo srpskog pisca i pjesnika Jovana Jovanovića Zmaja. Skladao je glazbu za mnoge TV serije, ali i igrane i dokumentarne filmove. Osobito je poznat kao autor glazbe za film Sumnjivo lice, film i TV seriju Salaš u Malom ritu, TV seriju Osma ofanziva, dokumentarni film Dobro jutro Homolje, itd.
Glumio je u TV-filmu Sastanak muzičara - Jam session (1968.) i TV seriji Sedam plus sedam (1979.). Napisao je i dvije knjige autobiografskog karaktera: »Susreti i sećanja« i »Sentimentalno putovanje«.
Vojislav Simić je svojedobno bio predsjednik Udruženja džez muzičara i predsjednik Udruženja kompozitora Srbije. Živi u Beogradu sa suprugom: imaju dvije kćeri i troje unučadi.

## Nagrade i priznanja
- Orden rada sa zlatnim vijencem
- Orden Beočug grada Beograda
- Nagrada za životno djelo Radiotelevizije Srbije[3]

## Vanjske poveznice
- Vojislav Bubiša Simić – službene stranice  Arhivirana inačica izvorne stranice od 15. rujna 2019. (Wayback Machine) (srp.)
- archive.org / muzickacentrala.com – Vojislav Bubiša Simić (životopis) (srp.)
- secanja.com – Vojislav Simić (životopis) (srp.)
- Audio i foto arhiv: Vojislav Simić (životopis) (srp.)
- vreme.com – D. Anđelić, I. Nedeljković, A. Milosavljević & S. Nastasijević: »Istraživanje – Džez u Srbiji: Od Sent Luisa do Beograda«  Arhivirana inačica izvorne stranice od 22. veljače 2014. (Wayback Machine) (srp.)
- niscafe.com – Nagrada za životno delo Vojislavu Simiću  Arhivirana inačica izvorne stranice od 24. ožujka 2014. (Wayback Machine) (srp.)
- popboks.com – Vladimir Skočajić: »Vojislav Bubiša Simić. Od igranke do umetnosti«  Arhivirana inačica izvorne stranice od 24. ožujka 2014. (Wayback Machine) (intervju) (srp.)
- IMDb: Vojislav Simić (engl.)
- youtube.com – Vojislav Simić